# Roméo Dumoulin
Pour les articles homonymes, voir Dumoulin.
Roméo Dumoulin, né à Tournai le 18 mars 1883 et mort à Bruxelles le 20 juillet 1944, est un peintre et graveur belge.

## Biographie
Roméo Dumoulin naît à Tournai le 18 mars 1883, rue Saint-Nicaise, de l'union de Léopold Dumoulin, compagnon-imprimeur, et d'Élise Bocquet. Il s'oriente très tôt vers un métier d'art : après ses études primaires, il devient apprenti à la Lithographie Saint-Augustin dans sa ville natale. Il suit parallèlement des cours à l'école Saint-Luc, notamment en chromolithographie, ainsi que le solfège et le violon à l'académie communale de Tournai où il obtient le premier prix de violon en 1905.
À la mort de son père, il déménage à Cambrai où il trouve un autre travail afin de pouvoir compléter sa formation artistique à l'académie des beaux-arts de cette ville française. En 1909, il part pour Bruxelles et s'installe définitivement dans le quartier de Stockel au niveau du 165 avenue Grandchamp. Il travaille alors dans l'imprimerie commerciale et artistique, et devient l'auteur de nombreuses publicités, couvertures et affiches (Société nationale des Chemins de fer belges, liqueur des Bottresses, …). À côté de cette vie professionnelle, il crée des œuvres pour lui-même. Après une première exposition en 1918 à la Salle Acolian de Bruxelles où il connaît un succès considérable, il expose au Salon des artistes français et dans les galeries Georges Petit et André Devambez à Paris, ainsi qu'à Anvers, Nice, Buenos Aires, Alger, …

## Œuvres
- Le Meeting (pastel)

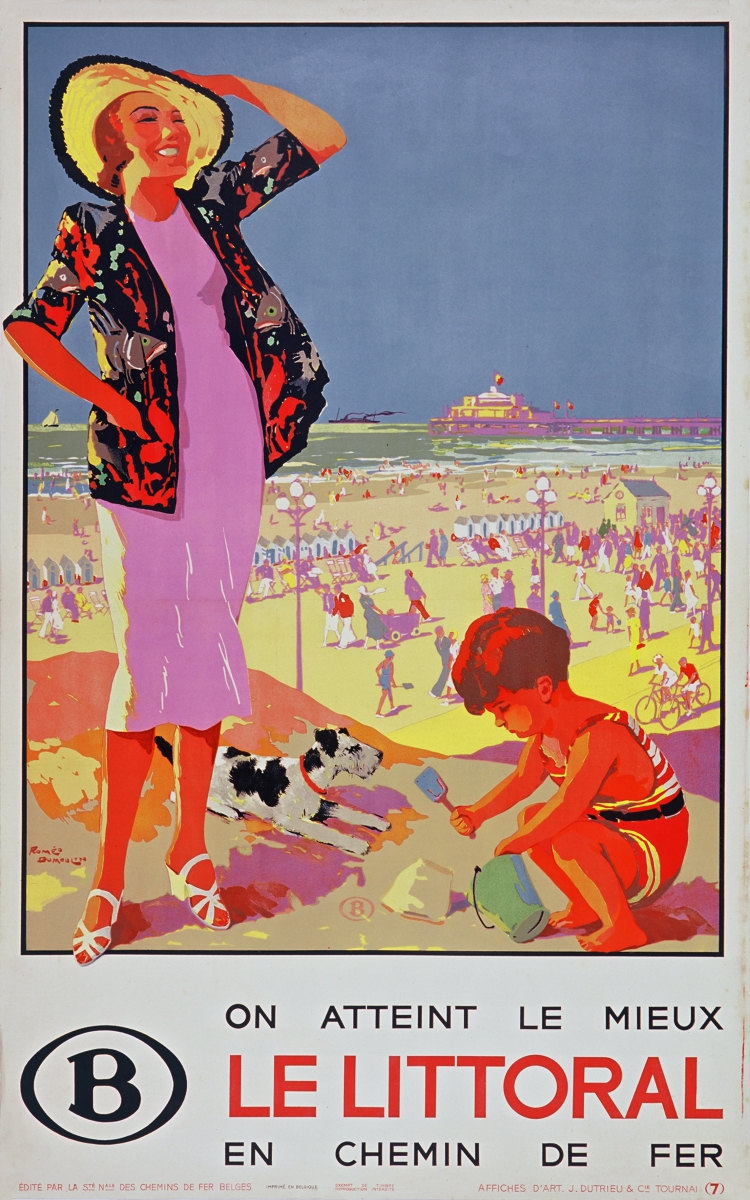
Affiche publicitaire pour la Société nationale des chemins de fer belges (1938).

- Sur le pont de Tolède à Madrid (dessin daté 1939)
- Les Amoureux dans les foins (pastel)
- Kermesse à Nederbrakel (eau-forte)
- Sérénade napolitaine (fusain daté 1919)
- Rue Pierreuse à Liège (aquarelle)
- Le Cordonnier (aquarelle)
- Ils empoignaient le cou de l'oie (encre)
- Maison de Gitans (dessin daté 1939)
- La marchande de masques (eau-forte)
- Vente publique (technique mixte)
- Un jour à la mer du Nord (huile sur panneau)
- Rue Chair et Pain à Bruxelles (technique mixte)
- Le meunier au repos (huile sur toile)
- La Rue Lepic à Paris (huile sur panneau)
- Le fossoyeur (technique mixte,aquarelle,encre de Chine)
- Les sonneurs (technique mixte, pastels, aquarelle)
- Le mendiant (huile sur panneau)
- Débarquement de bateau à Anvers (fusain,pastel)
- La danseuse (fusain,pastel)
- De melkaar (aquarelle)
- trekpaard in de sneeuw (aquarelle)
- La petite guerre (lithographie 1920)
- L'homme fort (lithographie 1928)
- Marchande de lacets (lithographie 1931)
- Le jeu de balle (lithographie)
- Un grave évènement (lithographie)
- La leçon de catéchisme (technique mixte)
- Sur les hauteurs de Montmartre (pastel 1908)
- Procession sur le pont (xylogravure, 80 ex.)

### Illustrations
- Broer Frutsel ou, Dequelle mirifique fasçon un frère mineur de cestruy nom guarist le dolent et boulymmique Sire de Kraaloo: légende bruxelloise de Raoul Ruttiens et Georges Eekhoud, Bruxelles, 1918
- Mon oncle Benjamin de Claude Tillier, Éditions du Nord, Bruxelles, 1932.
- Colas Breugnon de Romain Rolland, Éditions du Nord, Albert Parmentier, Bruxelles, 1935.
- Le Roman d'un chat, Marguerite Van de Wiele, Illustrations de Roméo Dumoulin, Office de Publicité, S. C., Bruxelles.

### Publicité
- Société nationale des chemins de fer belges
- Liqueur des Bottresses

## Postérité
- Une exposition lui fut consacrée du 17 avril au 17 juin 1985 au Musée des beaux-arts de Tournai.